# Batsu to maru to tsumi to
Batsu to maru to tsumi to (jap. ×と○と罪と) – siódmy album studyjny japońskiego zespołu Radwimps, wydany w Japonii 11 grudnia 2013 roku przez EMI Music Japan. Zadebiutował na 2 pozycji w rankingu Oricon i pozostał na liście przez 31 tygodni. Sprzedał się w nakładzie 139 522 egzemplarzy i zdobył status platynowej płyty.
Płytę promowała trasa koncertowa „RADWIMPS GRAND PRIX 2014 Jikkyō-sei chūkei” (jap. RADWIMPS GRAND PRIX 2014 実況生中継), która objęła 44 występy w 33 obiektach.

## Lista utworów
Tekst i kompozycja: Yōjirō Noda
| CD  | CD                                         | CD      |
| Nr  | Tytuł utworu                               | Długość |
| --- | ------------------------------------------ | ------- |
| 1.  | „Ienai” (jap. いえない)                    | 6:32    |
| 2.  | „Jikkyō chūkei” (jap. 実況中継)            | 5:05    |
| 3.  | „Iron Bible” (jap. アイアンバイブル)       | 5:35    |
| 4.  | „Reunion” (jap. リユニオン)                | 5:19    |
| 5.  | „DARMA GRAND PRIX”                         | 4:09    |
| 6.  | „Gogatsu no hae” (jap. 五月の蝿)           | 5:02    |
| 7.  | „Saigo no bansan” (jap. 最後の晩餐)        | 5:10    |
| 8.  | „Yūgiri” (jap. 夕霧)                       | 1:40    |
| 9.  | „Breath” (jap. ブレス)                     | 6:22    |
| 10. | „Perfect Baby” (jap. パーフェクトベイビー) | 3:56    |
| 11. | „Dreamer's High” (jap. ドリーマーズ・ハイ) | 5:57    |
| 12. | „Kaishin no ichigeki” (jap. 会心の一撃)    | 4:36    |
| 13. | „Tummy”                                    | 4:47    |
| 14. | „Last Virgin” (jap. ラストバージン)        | 5:15    |
| 15. | „Hari to toge” (jap. 針と棘)               | 7:20    |

## Notowania
| Lista                            | Pozycja |
| -------------------------------- | ------- |
| Oricon Weekly Album Chart        | 2       |
| Oricon Yearly Album Chart (2014) | 31      |
| Billboard Japan Top Albums Sales | 1       |